# Distrito de Huancarama
El Distrito de Huancarama es uno de los 19 distritos de la Provincia de Andahuaylas  ubicada en el departamento de Apurímac, bajo la administración del Gobierno regional de Apurímac, en el sur del Perú.
Desde el punto de vista jerárquico de la Iglesia católica forma parte de la Diócesis de Abancay la cual, a su vez, pertenece a la Arquidiócesis de Cusco.

## Historia
El distrito fue creado por Ley N° 9910 del 19 de enero de 1944, en el primer gobierno de Manuel Prado Ugarteche. En aquel entonces, el distrito de Huancarama abarcaba los actuales distritos de Pacobamba y Kishuara.  
Está conformado por nueve comunidades campesinas y el centro poblado Huancarama, capital del distrito.
Las comunidades campesinas son entidades autónomas que se rigen en la ley de comunidades campesinas, Ley Nro. 24656. Estas son:
1. Comunidad campesina Carhuacahua:
- Carhuacahua.
- Centro poblado (CP) Valle Tincocc.
2. Comunidad campesina Chihuarqui:
- Chihuarqui.
- Soccoro.
3. Comunidad campesina Huancarama:
     - Acco.
     - Pariapucará.
     - Ccoechumpi.
     - Molino Cuchu.
- CP Huancarama.
4. Comunidad campesina Pararani - Ccantoyocc - Ccaccapaqui:
     - Ahuanuque.
- Auquibamba
     - Ccantoyocc.
     - Ccaccapaqui.
     - Pararani.
- CP Sotapa.
5. Comunidad campesina Tambo de Carhuacahua:
6. Comunidad campesina Unión de San José de Arcahua:
     - California.
     - Chiluaypampa.
     - Lambraspata.
     - Los Ángeles.
     - Saihua.
     - CP Arcahua.
7. Comunidad campesina Llaqtabamba:
8. Comunidad campesina Pampaura:
     - Mateqlla.
     - Pampaura.
     - CP Qorawiri.
9. Comunidad campesina Pichiupata:

## Población
Según el censo de 2007, cuenta con 7 078 habitantes.

## Capital
Su capital es el poblado de Huancarama.

## Superficie
El distrito tiene un área de 159 km² y su perímetro es de 72 kilómetros lineales
LÍMITES
Los límites del actual distrito de Huancarama fueron definidos con Ley Nro. 30295,LEY DE SANEAMIENTO Y ORGANIZACIÓN TERRITORIAL DE LA PROVINCIA DE ANDAHUAYLAS Y SUS DISTRITOS, del 27 de diciembre del 2014.
Limita con el distrito y la provincia de Abancay.
El límite se inicia en la confluencia de río Pachachaca con una quebrada sin nombre (efluente de la quebrada Huambo, río Huancarama y quebrada Huasa Ura) en un punto de coordenadas UTM 711 894 m E y 8 499 794 m N. A partir de allí el límite continúa en dirección general Sureste por el thalweg del río Pachachaca, pasando por la confluencia con las quebradas Collca, Sojara, Masurcana, Tasta; hasta su confluencia con las quebradas Urpayhuayco y Tincoc (coordenadas UTM 722 344 m E y 8 489 803 m N). 
Limita con el distrito de Pichirhua en la provincia de Abancay.
El límite se inicia en la confluencia del río Pachachaca con las quebradas Urpayhuayco y Tincoc (coordenadas UTM 722 344 m E y 8 489 803 m E), desde allí continúa aguas abajo por el thalweg de la quebrada Tincoc hasta su confluencia con la quebrada Alameda en un punto de coordenadas UTM 721 110 m E y 8 488 636 m N. De este punto el límite continúa en dirección general Suroeste por la divisoria de aguas de la quebrada Alfapal con la quebrada Alameda hasta alcanzar la cumbre de un cerro sin nombre (coordenadas UTM 719 018 m E y 8 484 338 m N), luego prosigue en dirección general Oeste pasando por la divisoria de aguas de los tributarios de la quebrada Mayopampa y tributarios de la quebrada Palcamallo con las quebradas Quillapehuayco, Arrieropampa y los efluentes de la quebrada Chillinccoy; pasando por la cumbre de un cerro sin nombre (señal geodésica de cota 3655 m s. n. m.), cerro Parccalla (cota 4102 m s. n. m.), cerro Huiscachayoc y cerro Hueccapunta (coordenadas UTM 708 396 m E y 8 481 218 m N). 
Limita con el distrito de Kishuara.
El límite se inicia en el cerro Hueccapunta (coordenadas UTM 708 396 m E y 8 481 218 m N), desde allí continúa en dirección general Noroeste por la divisoria de aguas de los tributarios de la quebrada Pallccamayo y las quebradas Huayanacuy, Pumararcca con las quebradas Pallcca, Pasac y tributarios del río Pincos; pasando por los cerros Condortiana (4239 m s. n. m.), Atoc Huachana, cota 4018 m s. n. m., Huachhualla, Bandurque, señal geodésica cerro Huamanhuachana (de cota 4068 m s. n. m.); hasta alcanzar la cumbre del cerro Rayusccayoc (coordenadas UTM 704 188 m E y 8 491 062 m N). 
Limita con el distrito de Pacobamba.
El límite se inicia en la cumbre del cerro Rayusccayoc (coordenadas UTM 704 188 m E y 8 491 062 m N). De este punto el límite continúa en dirección general Este por la cumbre de cerros Huancarampata, Llichihua; atravesando la confluencia del río Huancarama con la quebrada Huanca Huanca, pasando por la cumbre de cerros hasta alcanzar la cumbre de un cerro sin nombre (señal geodésica Corahuiri 4625 m s. n. m.). A partir de allí el límite continúa en dirección Noreste por la divisoria de aguas de la quebrada Sojoro con los tributarios de la quebrada Montecucho; hasta alcanzar la cumbre de un cerro sin nombre (coordenadas UTM 713 936 m E y 8 492 919 m N). Luego continúa en dirección Noroeste por la divisoria de aguas de los tributarios del río Pachachaca con los tributarios de la quebrada Montecucho; pasando por la cumbre del cerro Apu Llulluchayo (cota 3821 m s. n. m.); luego el límite continúa en dirección Noreste por la divisoria de aguas del río Pachachaca con los tributarios de la quebrada Montecucho, hasta alcanzar un punto de coordenadas UTM 713 907 m E y 8 496 515 m N. Desde allí el límite continúa en dirección Noroeste, por la divisoria de aguas del río Pachachaca con la quebrada Huasa Ura pasando por la cumbre del cerro Huaman Apka hasta alcanzar la confluencia del río Pachachaca con una quebrada sin nombre (efluente de la quebrada Huambo, río Huancarama y quebrada Huasa Ura) en un punto de coordenadas UTM 711 894 m E y 8 499 794 m N; punto de inicio de la presente descripción. 
https://busquedas.elperuano.pe/download/url/ley-de-saneamiento-y-organizacion-territorial-de-la-provinci-ley-n-30295-1182576-4

## Autoridades

### Municipales
- 2019 - 2022[3]
  - Alcalde: Máximo Céspedes Gaspar, de Siempre Unidos.
  - Regidores:

  1. Pablo Alarcón Romero (Siempre Unidos)
  2. Gladiz Flores Vilcas (Siempre Unidos)
  3. Julián León Urquizo (Siempre Unidos)
  4. Karina Ccorahua Ávalos (Siempre Unidos)
  5. Esteban Elías Benites (Partido Democrático Somos Perú)

Alcaldes anteriores
- 2014-2018: José Luis Peceros Paira
- 2011-2014:[4] Pablo Sante Vega, del Partido Unión por el Perú (UPP).
- 2007-2010: Carlos Cavero Contreras

## Festividades
- Enero 1: Niño Jesús de Año Nuevo.
- Enero 25 : Niño de Praga.
- Febrero :Carnavales.
- Febrero 26: Aniversario de la comunidad campesina Pararani-Ccantoyocc-Ccaccapaqui.
- Abril : Semana Santa.
- Mayo 3: Cruz Velacuy.
- Junio 21 : Aniversario del Distrito de Huancarama.
- Julio 16: Festividad de la Virgen del Carmen de La Unión de San José.
- Julio 28  : Gran Corrida De Toros.
- Agosto : Santa Rosa De Lima.
- Septiembre : "Señor De Huanca".
- Septiembre 22 : La Octava Del "Señor De Huanca."
- Septiembre 23: Ccocha tinkuy.
- Septiembre 29: Festividad de San Miguel Arcángel de Sotapa
- Noviembre 1 : Todo Los Santos.
- Diciembre 25: Navidad.